# Phumpuang Duangchan
Ramphueng Jitharn, znana pod odrskim imenom  Phumpuang Duangchan (tajsko พุ่มพวง ดวงจันทร์), tajska pevka tajskem folk (Luk thung) in pop glasbe; in filmska igralka, * 4. avgust 1961, Chainat, Tajska, † 13. junij 1992, Phitsanulok, Tajska.
Prvo pozornost je požela z nastopom v njeni domovini. V oddaji je nastopila na predlog Waiphota Phetsuphana. V letu 1975 je izdala svoj prvi album, »Kaew Ror Phee« (แก้วรอพี่). Phumpuang je znan kot Kraljica Luk Thunga in je v svoji karieri posnel 2,400 uspešnih albumov ter odigral 10 filmskih vlog, in njena priljubljena pesem »From The Countryside Girl« (สาวนาสั่งแฟน), »The Countryside Singer« (นักร้องบ้านนอก), »Come on, please« (กระแซะเข้ามาซิ), »Seen in District« (นัดพบหน้าอำเภอ) in druge. Skupno je do leta 1981 prejela 4 nagrad. V letu 1986 Monk podpisal pogodbo z Diamond Studio in začela delati prvi na albumu »Grasshopper Tie a Bow« (ตั๊กแตนผูกโบว์). Nastopila je v filmih leta 1982, kot so The Song War (1982), New Gunman (1986) in Music Love Song Gun (1987).
Umrla je leta 1992 za lupusom in pri 30 letih.
Ob 57. obletnici njenega rojstva ji je Google posvetil svoj svetovni Google Doodle.